# Saint-Étienne-en-Bresse
Saint-Étienne-en-Bresse är en kommun i departementet Saône-et-Loire i regionen Bourgogne-Franche-Comté i östra Frankrike. Kommunen ligger i kantonen Montret som tillhör arrondissementet Louhans. År 2022 hade Saint-Étienne-en-Bresse 806 invånare.

## Befolkningsutveckling
Antalet invånare i kommunen Saint-Étienne-en-Bresse
| Referens: INSEE |